# Українка (Архаринський район)
В Амурській області в Серишевском районі теж є село  Українка. 
Українка - село в Архаринському районі Амурської області.
Засноване в 1926 р переселенцями з України

## Географія
Село Українка розташоване поблизу лівого берега річки Бурея, приблизно в 6 км до впадання її в Амур.
На лівому березі Буреї в 3 км нижче Українки знаходиться адміністративний центр - село  Північне.
Відстань до районного центру Архари 58 км.

## Населення
| 2002 | 2010 | 2012 | 2013 | 2014 | 2015 | 2016 |
| ---- | ---- | ---- | ---- | ---- | ---- | ---- |
| 65   | ↘43  | ↘37  | ↘33  | ↘29  | ↘28  | ↘25  |
| 2017 | 2018 |      |      |      |      |      |
| ↘20  | →20  |      |      |      |      |      |